# Григер, Адам
А́дам Гри́гер (словац. Adam Griger; родился 16 марта 2004, Прешов) — словацкий футболист, нападающий австрийского клуба ЛАСК.

## Клубная карьера
Уроженец Прешова, Ян выступал за молодёжные команды клубов «Татран», «Попрад» и «Земплин».
8 августа 2020 года дебютировал в основном составе «Земплина» в матче Фортуна-лиги (высшего дивизиона чемпионата Словакии) против клуба «Спартака» (Трнава).
22 декабря 2020 года перешёл в австрийский клуб ЛАСК. 9 мая 2021 года дебютировал в основном составе ЛАСК в матче австрийской Бундеслиги против клуба «Сваровски Тироль».